# Fernandão
Fernando Lúcio da Costa (Goiânia, 18 de março de 1978 – Aruanã, 7 de junho de 2014), mais conhecido como Fernandão, foi um futebolista brasileiro que atuou como centroavante. Ídolo de clubes como Goiás e Internacional, recebeu neste último as alcunhas de Capitão América e Eterno Capitão. Após se aposentar das quatro linhas, trabalhou como treinador, dirigente e comentarista esportivo.
Em 2004, na sua primeira partida pelo Inter contra o Grêmio, marcou o gol 1000.° em Grenais, na vitória do time colorado por 2–0. Já em 2005, ajudou o clube gaúcho a conquistar o tetracampeonato estadual, sendo um dos destaques da competição. No mesmo ano, liderou o Inter ao polêmico vice-campeonato brasileiro, onde foi eleito o segundo melhor jogador de sua posição, no Prêmio Craque do Brasileirão. Em 2006, foi nomeado o melhor centroavante e o quinto melhor jogador da América do Sul, segundo o El País e o melhor jogador da Copa Libertadores da América, segundo a CONMEBOL, liderando em gols e assistências aquela edição. No mesmo ano, foi eleito o melhor atacante do Campeonato Brasileiro no Prêmio Craque do Brasileirão e na Bola de Prata da revista Placar. Assim, entre outros feitos, liderou o Inter ao vice-campeonato brasileiro daquele ano, no seu primeiro título da Copa Libertadores da América e na conquista do Mundial de Clubes da FIFA, vencido contra o Barcelona de Ronaldinho Gaúcho. Em 2007, ajudou o clube gaúcho a vencer a Recopa Sul-Americana, que resultou na conquista da tríplice coroa, e em 2008, no seu último ano no clube como jogador, decidiu nas finais do campeonato estadual e da Copa Dubai, contra a Internazionale de Zlatan Ibrahimović. Após sua aposentadoria, foi dirigente e treinador do Internacional em 2011 e 2012.
Em 2014, sua morte comoveu colorados e vários admiradores do futebol, repercutindo até na FIFA, quando foi homenageado pelo então presidente, Joseph Blatter. No mesmo ano, para representar o legado do Eterno Capitão América, o Internacional construiu uma estátua do jogador ao lado do Beira-Rio. Em 2016, a rua B ao lado do estádio passou a chamar-se Fernando Lúcio da Costa, em homenagem ao ídolo do Internacional.

## Carreira

### Como jogador
Iniciou sua carreira nas categorias de base do Goiás como atacante, e aos 16 anos passou a jogar bola no time profissional. Foi no Esmeraldino onde passou a ter destaque no cenário futebolístico, entre 1995 e 2001, quando conquistou cinco Campeonatos Goianos, duas Copas Centro-Oeste e um Brasileiro da Série B na posição de meio-campista.
Devido ao seu futebol de grande técnica e seus cabeceios certeiros, teve a oportunidade de ir para a Europa, onde jogou pelo Olympique de Marseille por quase três anos. Depois foi contratado pelo Toulouse, também da França. Lá começou a jogar como centroavante.
Na volta para o Brasil, Fernandão foi para o Internacional, sendo que Fernando Carvalho, presidente do Internacional na época, fez grande esforço para contratar o jogador. Foi no Inter onde atingiu seu melhor momento no futebol. Logo em seu jogo de estreia, marcou o milésimo gol da história do Clássico Grenal, feito que lhe rendeu uma placa e o fez cair nas graças da torcida colorada.
Após se adaptar rapidamente ao futebol gaúcho, chegou a vestir a camisa da Seleção Brasileira em um amistoso contra a Seleção da Guatemala.
Em 2006, Fernandão foi o capitão do time que deu ao Internacional os seus dois maiores títulos: a Copa Libertadores da América e a Mundial de Clubes da FIFA. Ele foi decisivo, marcando um gol e dando passe para o outro na grande final da Libertadores contra o São Paulo, partida na qual foi eleito pela patrocinadora do torneio melhor jogador em campo.
Na conquista da Copa Dubai de 2008 foi fundamental para o Inter, fazendo um gol de fora da área contra a Internazionale.
Em 14 de junho de 2008, foi anunciada a sua transferência para o Al-Gharafa. Fernandão saiu do Internacional como um dos maiores ídolos da história do time. E prometeu voltar ao clube futuramente, seja como dirigente, seja como jogador ou seja como torcedor, sendo considerado por muitos como o maior ídolo da história colorada: terminou sua passagem vitoriosa com 77 gols marcados em 190 partidas disputadas com a camisa colorada, além de seis títulos conquistados.
No dia 30 de julho de 2009, o atacante rescindiu seu contrato com o Al-Gharafa e, após muita especulação por parte de vários clubes, como Internacional, Santos, São Paulo e Palmeiras, acertou com o clube que o revelou, o Goiás. Fernandão reestreou pelo Esmeraldino no dia 23 de agosto, entrando no segundo tempo da vitória por 2–1 contra o Santos, no Estádio Serra Dourada, válida pelo Campeonato Brasileiro.
No dia 6 de maio de 2010, o São Paulo anunciou a contratação de Fernandão até o fim de 2011. Em sua estreia, desequilibrou o duelo válido pelas quartas-de-final da Copa Libertadores, contra o Cruzeiro no Mineirão, originando as jogadas dos dois gols; o último inclusive com um passe de calcanhar. No dia 23 de maio, em jogo válido pela 3ª rodada do Campeonato Brasileiro, Fernandão marcou seu primeiro gol com a camisa são-paulina, ironicamente contra o Internacional, clube onde tornou-se ídolo, e no Estádio Beira-Rio. A partida terminou com a vitória do Tricolor por 2–0.
Em 9 de maio de 2011, São Paulo e Fernandão chegaram a um acordo para a rescisão amigável do contrato. No total pelo clube paulista, o jogador atuou em 39 partidas e marcou oito gols, todos pelo Campeonato Brasileiro de 2010.

### Como dirigente
Depois de anunciar sua aposentadoria do futebol no dia 19 de julho de 2011, foi anunciado como diretor executivo do Internacional.

### Como treinador
Em 20 de julho de 2012, foi confirmado como novo treinador do Internacional, substituindo Dorival Júnior. Seu auxiliar foi o ex-goleiro André, e essa foi a primeira experiência de Fernandão como treinador. Realizou sua estreia no dia 22 de julho, na goleada por 4–1 sobre o Atlético Goianiense, no Beira-Rio, com gols de Elton, Dagoberto, Jajá e Fred, que foi uma aposta de Fernandão para iniciar o jogo e acabou sendo o grande destaque da partida. No jogo seguinte, venceu o Figueirense, no Estádio Orlando Scarpelli, por 1–0, gol de Dagoberto. Na 3ª partida, empatou em casa com o até então vice-líder do campeonato Vasco da Gama, sem gols.
Em 20 de novembro, contudo, Fernandão, após obter apenas 44,9% de aproveitamento como treinador do Colorado, foi demitido pela diretoria. Antes de sair, porém, o ex-capitão trocou farpas com o zagueiro Bolívar, que se recusou a ficar no banco de reservas na partida contra o Corinthians. Antes de morrer, era comentarista do canal pago SporTV.

## Vida pessoal
Fernandão foi casado por 14 anos com Fernanda Bizotto Costa, com quem teve dois filhos gêmeos, Eloá e Enzo (nascidos em 30 de abril de 2003) — este segundo, inclusive, atleta das categorias de base do Internacional. Ele ainda deixou uma filha mais velha, Thayná, de um relacionamento anterior.
Antes de escolher viver para o futebol, Fernando fora aconselhado a se tornar administrador de algumas fazendas da família, pertencente à classe média alta de Goiás, mas tinha o sonho de se tornar médico veterinário.
Entre as muitas homenagens prestadas ao atleta após sua morte prematura está a peça "Um certo capitão Fernando", lançada em 2018. A peça conta o envolvimento do ex-jogador com o Internacional, culminando na conquista do Mundial de Clubes. Ele foi interpretado pelo ator Rafael Albuquerque.

## Morte

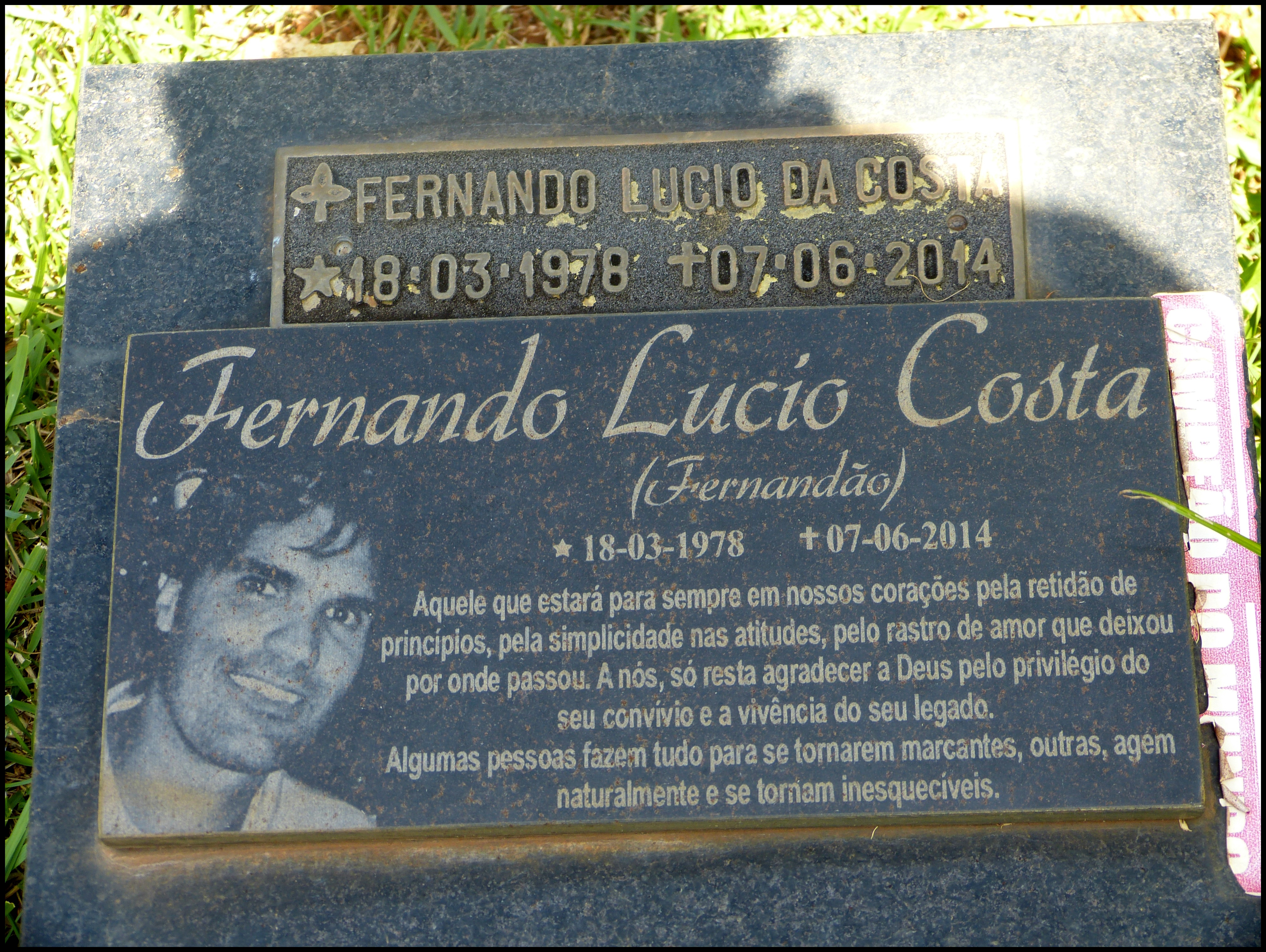
Lápide no Túmulo de Fernandão

Fernandão morreu em 7 de junho de 2014, aos 36 anos, na queda de um helicóptero. O helicóptero Helibrás HB-350BA Esquilo, prefixo PT-YJJ, caiu por volta de 1h30min em Aruanã, cidade do interior de Goiás, causando a morte de todos os seus cinco tripulantes. No momento da chegada dos primeiros socorros, o ex-jogador foi, supostamente, o único dos tripulantes que sobreviveu à queda, porém veio a falecer a caminho do hospital. Além de Fernandão, estavam no helicóptero mais quatro amigos: Edmilson de Souza Leme (vereador de Palmeiras de Goiás), Antônio de Pádua "Bidó" (primo de Marconi Perillo), Lindomar Mendes Vieira (funcionário de uma fazenda) e o piloto Milton Ananias. O velório foi no complexo da Serrinha, centro de treinamento do Goiás, primeiro clube de Fernandão, e o corpo em seguida foi sepultado no Cemitério Jardim das Palmeiras, em Goiânia.

## Estatísticas

### Treinador
| Equipe        | Jogos | Vitórias | Empates | Derrotas | Aproveitamento |
| ------------- | ----- | -------- | ------- | -------- | -------------- |
| Internacional | 26    | 9        | 8       | 9        | 44.87%         |

### Jogos na Seleção Brasileira
| Nº | Data                | Competição | Local                        |        | Placar | Adversário | Gols | Ref.   |
| -- | ------------------- | ---------- | ---------------------------- | ------ | ------ | ---------- | ---- | ------ |
| 1  | 27 de abril de 2005 | Amistoso   | São Paulo, São Paulo, Brasil | Brasil | 3–0    | Guatemala  | 0    | [ 27 ] |

## Títulos

### Como jogador
Goiás
- Campeonato Goiano: 1996, 1997, 1998, 1999 e 2000
- Campeonato Brasileiro - Série B: 1999
- Copa Centro-Oeste: 2000 e 2001

Internacional
- Campeonato Gaúcho: 2005 e 2008
- Troféu João Saldanha: 2005
- Copa Libertadores da América: 2006
- Copa do Mundo de Clubes da FIFA: 2006
- Recopa Sul-Americana: 2007
- Copa Dubai: 2008

Al-Gharafa
- Liga do Catar: 2009
- Copa do Catar: 2009

### Como dirigente
Internacional
- Recopa Sul-Americana: 2011
- Campeonato Gaúcho: 2012

### Honrarias
- El País - Melhor Centroavante da América: 2006
- CONMEBOL - Melhor Jogador da Copa Libertadores da América: 2006
- Prêmio Craque do Brasileirão - Troféu de Ouro: 2006
- Revista Placar - Bola de Prata do Campeonato Brasileiro: 2006
- Troféu Mesa Redonda - Seleção do Campeonato Brasileiro: 2006
- Prêmio Craque do Brasileirão - Troféu de Prata: 2005
- FGF - Seleção do Campeonato Gaúcho: 2005
- Dubai Sports - Melhor Jogador da Final da Copa Dubai: 2008

### Artilharias
- Artilheiro da Copa Libertadores da América: 2006 (5 gols)
- Líder de assistências da Copa Libertadores da América: 2006 (8 assistências)

### Homenagens

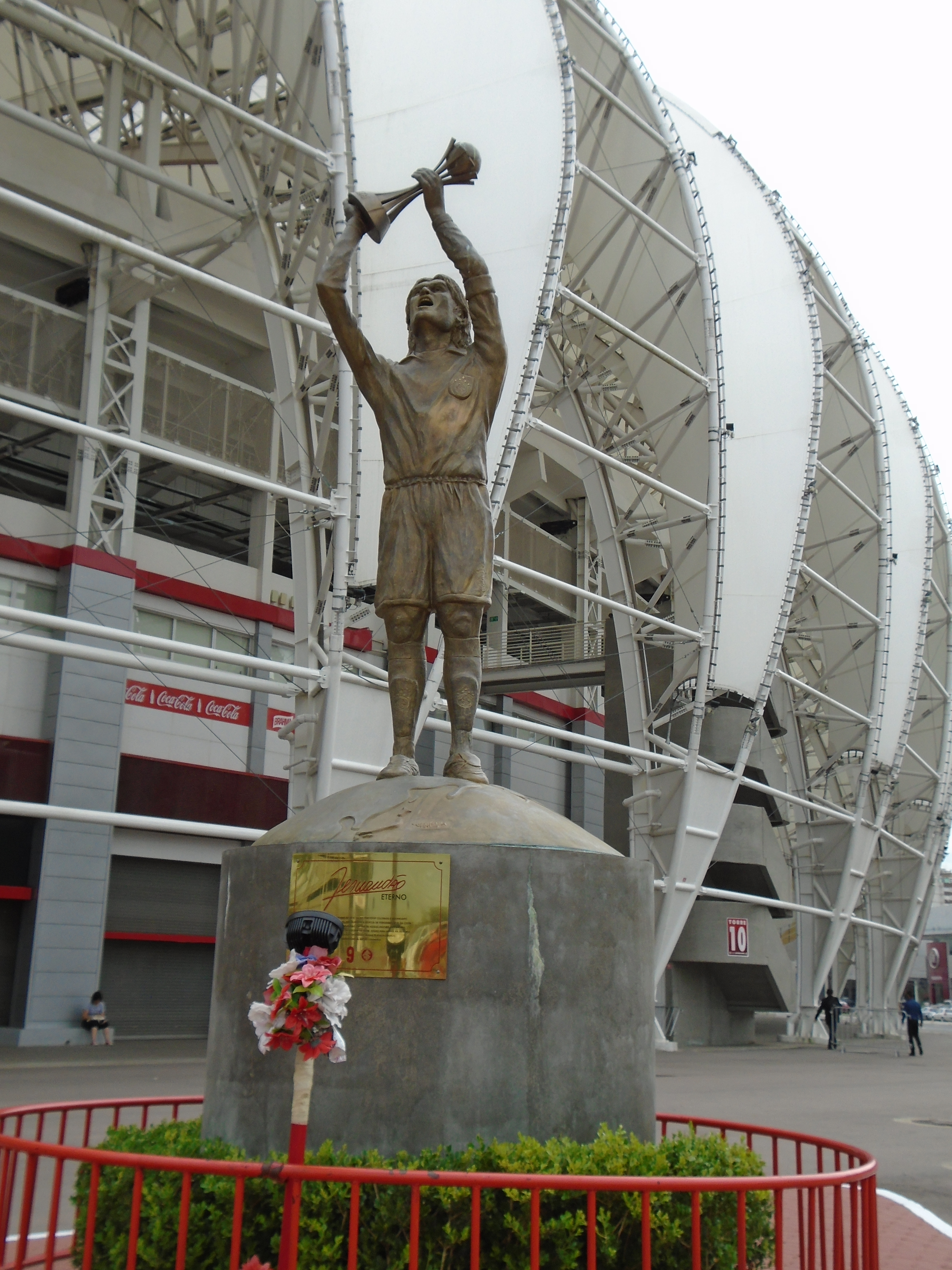
Estátua de Fernandão no Beira-Rio

- Uma estátua em homenagem a Fernandão foi inaugurada no dia 17 de dezembro de 2014, no pátio do Estádio Beira-Rio, pelo Internacional.[28]
- A escola de samba Unidos do Capão homenageou Fernandão no Carnaval de 2015 com o enredo: "Líder de uma família, herói de uma nação, campeão de tudo, eterno capitão".[29]
- 17 de março de 2015: Fernandão foi homenageado pela Câmara Municipal de Porto Alegre.[30]
- 8 de janeiro de 2016: a Rua B, ao lado do Estádio Beira-Rio, passou a chamar-se Fernando Lúcio da Costa, em homenagem ao ex-capitão do Internacional.